# 屌丝
屌丝，是自2012年初開始從中国大陆興起的流行詞，字面意思為男性的阴毛，後引申為「人生失败者」、「人生输家」、「單身漢」、「愛情輸家」、「窮小子」、「LOSER」的泛稱。義近於台灣網路用語魯蛇或中國大陸的擼瑟，也義近於香港網路用語廢青、毒男、哥布林、肥矮毒杘窮。與高富帥相對。2015年，人民网舆情研究室发布的网络低俗粗鄙语言的报告显示，“尼玛”、“屌丝”和“逗比”位列前三。

## 起源
该词起源于2011年10月李毅贴吧“帝吧”与“雷霆三巨头吧”的一次对骂，雷霆三巨头吧的吧友骂李毅“是个屌”，其粉丝就是“屌丝”，表示对李毅吧成员的蔑视。然而，當時李毅吧网友却觉得这个词听起来很酷，之后拿来作為自嘲用语，并以李毅吧为据点向外影响。亦有人以字面上的意思（即陰毛）延伸解釋，認為屌絲就像陰毛可有可無，只能在旁觀看屌爽，引申為失敗組之意。

## 影响
2011年底，屌丝一词在Google的搜索结果达到4110万，新浪微博搜索有超过220万条微博，该词也成为众多中国大陆男青年自嘲的常用语。网络上更是产生了一大批以屌丝为题材的影音作品，如《屌丝男士》等。
2012年3月初，中国大陆地区防火长城短暂失效，使中国大陆网民忽然可以不用代理访问Google+，许多自称是屌丝的人在Google+上给美国总统奥巴马留言，一时间奥巴马页面 （页面存档备份，存于）上充满了中文留言，被称为“占领奥巴马”，也有媒体称为中国屌丝“杀出国门”。
德国的喜剧集Knallerfrauen《炸弹妞》被网友译为《屌丝女士》，在网络上广受欢迎。日本电视剧、电影《桃花期》也被网友取名为《屌丝的逆袭》。 
网络主播MC石头因其形象和生活被认为典型的屌丝。他生活在四川泸州，初在网络上传自己的喊麦视频，后被凤凰卫视等多家媒体报导，被北京上海多家迪厅请去做现场DJ。
2012年6月10日，即将毕业的电子科技大学的金雪涛和四川教育学院的吴桔吉以及他们的朋友罗杰在西南财经大学大门的对面开了一家名为“舌尖上的屌丝”的小餐馆，开业三天就净赚了上万元。
2012年11月3日，《人民日报》十八大特刊刊发《激发中国前行的最大力量》一文，文中写道：“市场经济的冲击余波未了，全球化、民主化、信息化的浪潮又不期叠加。分配焦虑、环境恐慌，拼爹时代、屌丝心态，极端事件、群体抗议，百姓、社会、市场、政府的关系进入‘敏感期’。”12月2日，人民日報又再度批評屌絲一詞，人民日報認為使用該詞的人是在自我矮化。
2012年12月30日，《咬文嚼字》杂志发布了“2012年十大流行语”中该词未入选，专家认为，“它的不雅、恶俗的趣味是很明显的”。
2013年，巨人網絡在美国纽约时报广场給网游打广告，其中就寫著“屌丝”。隨後有關方面將該廣告下架。

## 评价
- 凤凰网的评论认为屌丝貌似阿Q而并不意淫。屌丝族群和屌丝文化深深反映了时代背景、贫富之差，“小人物”获取成功得付出比别人多的艰辛；同时也是争夺政治、经济、社会生活中话语权的一种表达方式，而且又没有触及中国大陆法律的底线，他们选择了一种温凉性的表述。[3]

- 中山大学亚太研究院教授朱崇科认为：“‘屌丝’的传播具有庶民叙事的特征，由下而上地对主流话语、价值观进行反抗。自称‘屌丝’让很多人找到自我解嘲和宣泄压力的途径，这也是它传播之快的原因。”中山大学中文系副教授柯倩婷把这个网络亚文化现象概括为“一场语言的狂欢”，“屌丝”的狂欢背后有明显的失落情绪，“婚恋中的现实压力，加剧了这个群体的焦虑情绪。”[23]

- 金羊网评论说：“‘屌丝’这个词的诞生，并不只是‘集体焦虑’，而是社会价值观开始崩塌、人伦底线逐渐烂陷的标志。倘若还将嘲笑‘屌丝’、追捧‘高富帅’当作网络狂欢的乐趣，那么，这个社会的灵魂确实应该被狠狠、彻底地改革一下了。”[24]

## 批评
“屌丝”一词虽然在主流媒体上铺天盖地，同时却也引起了许多的反对和厌恶。尤其是“屌丝‘文化’”中对女性的物化和性歧视，以及拜金主义更是导致女性主义者和独立知识分子一致的声讨。有评价称其为“一种对社会拜金风潮的无奈掺杂的产物，亦充满了格调不高的低俗气”。亦如“但如果当‘黑木耳’之类随意且带有性暗示和侮辱性的称呼在网络上大行其道，对女性起码的尊重已经荡然无存”，并道出“毫无疑问，在屌丝的语境中，女性已经被物化为男性的附属”。
有女生写出了《防屌丝手册》，并且指出“屌丝有大男子主义倾向，对女性缺乏基本的尊重。”，但这篇文章对屌丝的草率定义亦缺乏对部分被这篇文章無辜波及到的男性的尊重。
一篇《北大才女：为什么反对“屌丝”亚文化》的文章也在网络上广为流传，并被不少贴吧所转载。文中指出“旗帜鲜明反对『屌丝』亚文化，是因为它具有犬儒性和排他性”，亦有提及屌丝对女性的物化和排斥。类似的文章还有《我为什么反对屌丝文化》等。
“复旦人类学”的新浪博客不仅指出了“屌丝”文化所蕴含的双重标准和处女崇拜，更是发出如下的警告：“一旦这种话语模式广泛地渗透入大众传媒，顶着『解构、自嘲』的招牌的『屌丝文化』就会使歧视性的性别观念变得堂而皇之起来，甚至可能麻痹社会性别意识，钝化女性的生命感觉。更可怕的是，在『屌丝文化』的戏谑自嘲的基调下，一旦有人提出质问，就会被真真假假的屌丝以一句『认真你就输了』弄得哑口无言”。
不过以上的引用来源都是网页内容可信程度不高，有学者发的论文研究认为类似「擼瑟」（loser）、“屌丝”这一类贬义单词容易让人和男性联想起来实际上是对男性的歧视。“作为养家糊口者不甚成功或不尽人意的话，英语中自然不乏诽谤之辞: loser，deadbeat，bum/freeloader，leech，parasite，goldbrick，sponge 等等。这样的境遇伴随男性一生。如果他背离了社会所界定的男性的行为准则就会受到惩罚。而女孩只要愿意，她就可以表现得很『boyish』，没人觉得不可接受; 但如果男孩表现得很『girlish』，就会让人难以接受。”
大洋网的评论《回顾百度贴吧屌丝节 以网络亚文化反哺主流社会》中的评论“诚如百度贴吧所宣扬的，爱因斯坦、乔丹、梵高、扎克伯格乃至奥巴马，这些改变世界的人，在功成名就之前，也曾是屌丝。”和“在更早之前，网易、金融界、新浪微博等主流门户、财经、SNS网站，都对屌丝节做了深度的报道与传播。”也说明了“屌丝‘文化’”的突然膨胀背后离不开百度等商业力量的推波助澜。
2013年2月26日，电影导演冯小刚在微博上称“屌丝就是雞巴毛，是对境遇不堪者的蔑称，自称屌丝的是不以为耻反以为荣。”
2020年11月25日，小米集团清河大学副校长王嵋因表示「小米认为未来的天下，得屌丝者得天下，得年轻人得天下」引起爭議而被迫辭職。